# Elda Alvigini
Elda Alvigini (Roma, 2 maggio 1968) è un'attrice italiana.

## Biografia
Si è laureata in Lettere moderne con la tesi L'immagine della donna borghese nel cinema di Antonioni, formandosi, nel contempo, artisticamente presso il Centro sperimentale di cinematografia di Roma. 
Inizia lavorando al cinema in L'odore della notte, Emma sono io, La verità vi prego sull'amore e La balia. Dopo aver lavorato anche in teatro e televisione, si iscrive a medicina e sostiene gli esami del primo anno, mentre sta preparando biochimica vince il provino per interpretare il ruolo di Stefania Masetti nella serie televisiva I Cesaroni.

## Filmografia

### Cinema
- Il muro di gomma, regia di Marco Risi (1991)
- La scorta, regia di Ricky Tognazzi (1993)
- Dove siete? Io sono qui, regia di Liliana Cavani (1993)
- Ritorno a Parigi, regia di Maurizio Rasio (1994)
- Trafitti da un raggio di sole, regia di Claudio Del Punta (1995)
- Il cielo della luna, regia di Massimo Fagioli (1997)
- L'odore della notte, regia di Claudio Caligari (1998)
- I fobici, regia di Giancarlo Scarchilli (1999)
- La balia, regia di Marco Bellocchio (1999)
- Zora la vampira, regia dei Manetti Bros. (2000)
- La ricetta, regia di M. Albani (2000)
- Mari del sud, regia di Marcello Cesena (2001)
- La verità vi prego sull'amore, regia di Francesco Apolloni (2001)
- Emma sono io, regia di Francesco Falaschi (2002)
- Al cuore si comanda, regia di Giovanni Morricone (2003)
- Un gesto di coraggio, regia di Pietro Maria Benfatti (2003)
- Luna e le altre, regia di Elisabetta Villaggio (2005)
- Manuale d'amore, regia di Giovanni Veronesi (2005)
- Gli occhi dell'altro, regia di Gianpaolo Tescari (2005)
- AD Project, regia di Eros Puglielli (2006)
- Nero bifamiliare, regia di Federico Zampaglione (2007)
- The Museum of Wonders, regia di Domiziano Cristopharo (2010)
- Cara, ti amo..., regia di Gian Paolo Vallati (2011)
- Le leggi del desiderio, regia di Silvio Muccino (2015)
- Nove lune e mezza, regia di Michela Andreozzi (2017)
- Il premio, regia di Alessandro Gassmann (2017)
- Compromessi sposi, regia di Francesco Miccichè (2019)

### Televisione
- Non parlo più, regia di Vittorio Nevano (1995)
- Uno di noi, regia di Fabrizio Costa (1996)
- Un medico in famiglia – serie TV, Episodio Un gioiello di marito (1998)
- Commesse, regia di Giorgio Capitani (1999)
- Giornalisti, registi vari (2000)
- Tequila & Bonetti, regia di Bruno Nappi e Christian I. Nyby (2000)
- Il gruppo, regia di Anna Di Francisca (2001)
- Cuore di donna, regia di Franco Bernini (2002)
- Una famiglia per caso, regia di Camilla Costanzo e Alessio Cremonini (2003)
- Incantesimo 6, registi vari (2003)
- Part Time, regia di Angelo Longoni (2004)
- 48 ore, regia di Eros Puglielli (2006)
- I Cesaroni, regia di Francesco Vicario (2006-2014)
- Imma Tataranni - Sostituto procuratore – serie TV, episodio 2x05 (2022)

### Cortometraggi
- 1960, regia di Massimo Guglielmi (1983)
- An Empire Conquered, regia di Robert Margatelli - Mediometraggio (1990)
- Grazie, regia di Stefano Sollima (1991)
- Baci proibiti, regia di Francesco Micciché (1997)
- Adidabuma, regia di Francesco Falaschi (1999)
- Alterego, regia di Stefano Sollima (2005)

### Videoclip
- Marzo 3039 di Daniele Silvestri, regia di Alex Infascelli (1995)

### Web
- Un Natale politicamente corretto, regia di Giacomo Spaconi (2019)
- Il Natale nel 2020, regia di Giacomo Spaconi (2020)
- Un Natale da Boomer, regia di Giacomo Spaconi (2021)
- Natale in tempi di crisi, regia di Giacomo Spaconi (2022)
- Natale allargato, regia di Giacomo Spaconi (2023)

## Teatro
- Distanes, Teatro del Tradimento (1992)
- Alchimia, Teatro del Tradimento (1994)
- Bocca chiusa, Teatro del Tradimento (1990)
- Matrimoni, adulteri e champagne, regia di A. Guidi (1991)
- Casamatta vendesi ovvero..., regia di Angelo Orlando (1994)
- La verità vi prego sull'amore, regia di Francesco Apolloni (1998)
- Il dottor Semmelweis, regia di F. Angeli (2000)
- Vita di Keplero, regia di F. Angeli (2003)
- Addio al nubilato, regia di Francesco Apolloni (2007)
- Il paradiso può aspettare, regia di Sebastiano Rizzo (2009)
- Io so' l'Enimmista, regia di Alessandro Celli (2010)
- Voci nel deserto, Teatro Quarticciolo di Roma (2010)
- Potere alle parole, regia di Massimiliano Bruno (2011)
- Romanità perduta, Teatro Quirino (2011)
- Vento e pioggia, regia di P. La Bella (2012)
- Inutilmentefiga, di Elda Alvigini e Natascia di Vito (2012)
- Centocoltellate, regia di Enzo Provenzano (2013)
- Inutilmentefiga anche a Natale, regia di Elda Alvigini e Natascia di Vito (2014)
- Inutilmentefiga anche a San Valentino?, regia di Elda Alvigini e Natascia di Vito (2015)
- Inutilmentefiga a Ferragosto, regia Elda Alvigini e Natascia di Vito (2015)
- Inutilmentefiga pure al Golden, regia di Elda Alvigini e Natascia di Vito (2015)
- Il bagno, regia di Gabriel Olivares (2015-2016)
- Liberi tutti, regia di Elda Alvigini (2017)
- Saturno dietro, regia di Elda Alvigini (2022)
- Stremate e beate, regia di Patrizio Cigliani (2022)
- Bomba, regia Francesca Zanni (2023)
- Le donne di Puccini, regia di Deborah Farina (2024)